# Soumaintrain
Soumaintrain település Franciaországban, Yonne megyében. Lakosainak száma 212 fő (2022. január 1.). Soumaintrain Courtaoult, Les Croûtes, Racines, Beugnon, Butteaux, Germigny és Neuvy-Sautour községekkel határos.

## Népesség
A település népessége az elmúlt években az alábbi módon változott:
| Lakosok száma | 196  | 209  | 220  | 218  | 219  | 221  | 218  | 215  | 212  |
|               | 2013 | 2015 | 2016 | 2017 | 2018 | 2019 | 2020 | 2021 | 2022 |